# Muckle Flugga
Die Shetlandinsel Muckle Flugga (nördlich der Insel Unst) ist – nach dem noch weiter nördlich gelegenen Felsriff Out Stack – der nördlichste Ort des Vereinigten Königreiches. Sie gehört zur Gruppe der The Holms of Burra Firth und ist vom südlich sich anschließenden Little Flugga nur durch einen wenige Meter breiten, unpassierbaren Kanal getrennt. Little Flugga, Cliff Skerry, Tipta Skerry,
Rumblings, Vesta Skerry und Ruskock liegen alle südwestlich von Muckle Flugga, nur Out Stack liegt nördlicher.

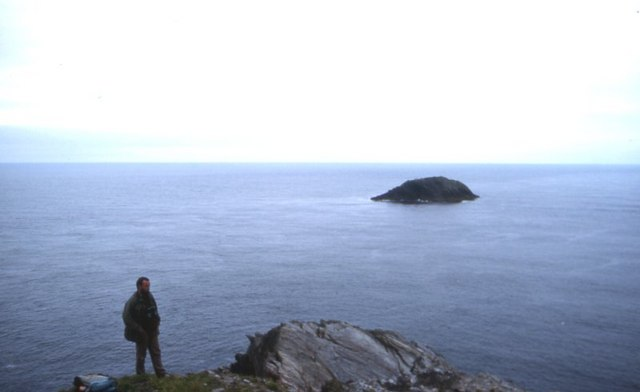
Der Out Stack von Muckle Flugga gesehen

Auf der Gipfelplattform der kleinen Felseninsel steht der 1854 von den Brüdern Thomas Stevenson und David Stevenson errichtete und 20 Meter hohe Leuchtturm, das nördlichste Gebäude der britischen Inseln. Die Insel erreicht eine Höhe von rund 53 Metern (ohne Leuchtturm).
Der nur recht kleine und weiß gestrichene Muckle-Flugga-Leuchtturm hat eine Feuerhöhe von 66 Metern über dem Meeresspiegel und eine Reichweite von 22 Seemeilen mit der Kennung: zwei Blitze weiß jede 20 Sekunden. Der Turm wird seit der Bauplanung im Jahr 1851 von der britischen Leuchtturmverwaltung Northern Lighthouse Board betreut.
Spätestens seit der Automatisierung im Jahr 1995 und dem Abzug der Leuchtturmwärter ist die Insel unbewohnt.